# 宮内駅 (新潟県)

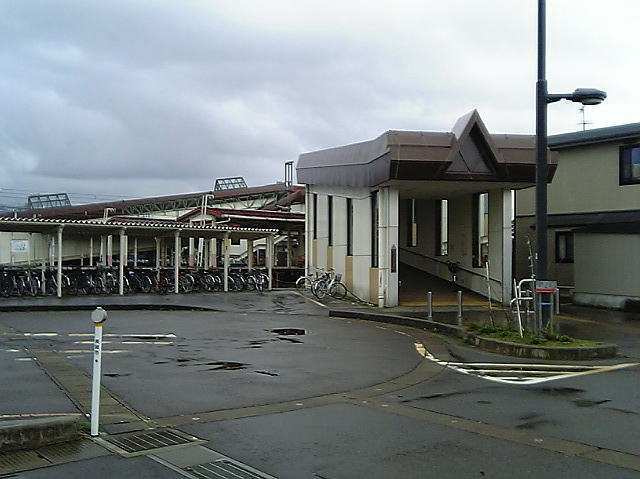
西口（2006年4月）

宮内駅（みやうちえき）は、新潟県長岡市宮内三丁目にある、東日本旅客鉄道（JR東日本）の駅である。

## 乗り入れ路線
信越本線を所属線として、当駅を終点とする上越線を加えた2路線が乗り入れており、定期列車のうち、上越線の全ての普通列車は当駅から信越本線の長岡駅まで乗り入れる。

## 歴史
- 1898年（明治31年）12月27日：北越鉄道の信越本線・北条駅 - 長岡駅間に新設開業[1][2]。
- 1907年（明治40年）8月1日：北越鉄道が国有化され、帝国鉄道庁（国有鉄道）の駅となる[2]。
- 1920年（大正9年）11月1日：上越北線（現：上越線）の宮内駅 - 東小千谷駅（現：小千谷駅）が開通[3]。分岐駅となる。
- 1947年（昭和22年）：駅舎を改築。
- 1963年（昭和38年）11月1日：電報取扱廃止[4]。
- 1966年（昭和41年）10月1日：（専用線発着の車扱貨物を除く）貨物の取り扱いを廃止[2]。
- 1985年（昭和60年）3月14日：荷物の扱いを廃止[2]。
- 1986年（昭和61年）10月20日：専用線発着の車扱貨物の取り扱いを廃止[2]。
- 1987年（昭和62年）4月1日：国鉄分割民営化により、JR東日本の駅となる[2]。
- 1992年（平成4年）3月14日：現駅舎に改築[5][6]、完成記念式典挙行[7]。
- 2006年（平成18年）：快速「マリンブルーくじらなみ号」が通過になる。
- 2014年（平成26年）
  - 4月1日：「Suica」のサービスエリア拡大に伴い、新潟エリアとして運用を開始[8]。
  - 5月2日：臨時快速「越乃Shu*Kura」が運行を開始し、停車駅となる。
- 2015年（平成27年）3月14日：同日のダイヤ改正で信越本線の快速「くびき野」3往復が廃止。代わって同線の快速列車3.5往復が新たに停車。
  - 観光キャンペーン開催にあわせ、駅舎のリニューアルおよび駅前広場の整備を実施（4月19日にリニューアルセレモニーを開催）[9]。
- 2017年（平成29年）4月1日：Suicaの一部対応駅から、Suica対応駅に変更される。これに伴い、SuicaおよびSuica定期券の発売・払い戻し・再発行の取り扱いを開始[10]。
- 2023年（令和5年）11月30日：みどりの窓口の営業を終了[11]。

## 駅構造
単式ホーム1面1線と島式ホーム2面4線のホームを有する地上駅で、エレベーターを持たない橋上駅舎を持つ。橋上駅舎のうち、連絡通路は長岡市が財産権原を持ち、市の土木部道路管理課が維持管理している。東西双方の地上部から連絡通路への昇降設備として、東口側には南北2方向に、西口側には北側1方向に出入口が設けられ、このうち東口と西口の出入口には緩やかなスロープがあり、歩行者のほか自転車も通行可能。改札外の化粧室は東口の連絡通路下に設置されている。
JR東日本新潟シティクリエイト（JENIC）が運営する業務委託駅で、長岡駅が管理している。駅構内には、自動券売機、簡易Suica改札機、屋内待合室、化粧室などがある。

### のりば
| 番線  | 路線              | 方向 | 行先               |
| ----- | ----------------- | ---- | ------------------ |
| 1     | ■信越本線         | 上り | 柏崎・直江津方面   |
| 1     | ■上越線           | 上り | 越後湯沢・水上方面 |
| 2     | ■上越線           | 上り | 越後湯沢・水上方面 |
| 3 - 5 | ■信越本線 ■上越線 | 下り | 長岡・新潟方面     |

- 2番線は一部の列車が発着に使用

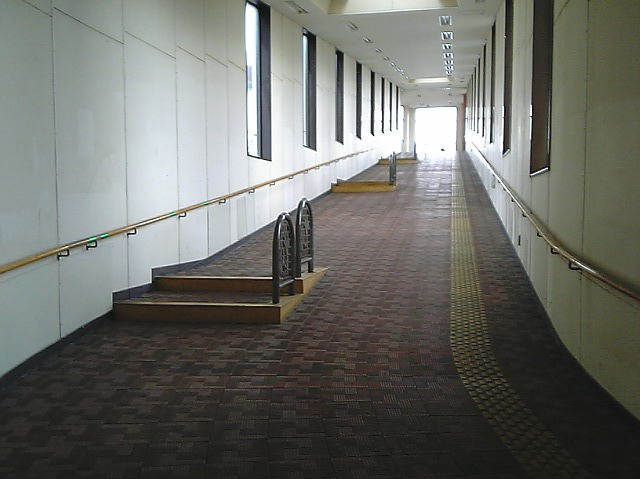
自由通路（2006年4月）
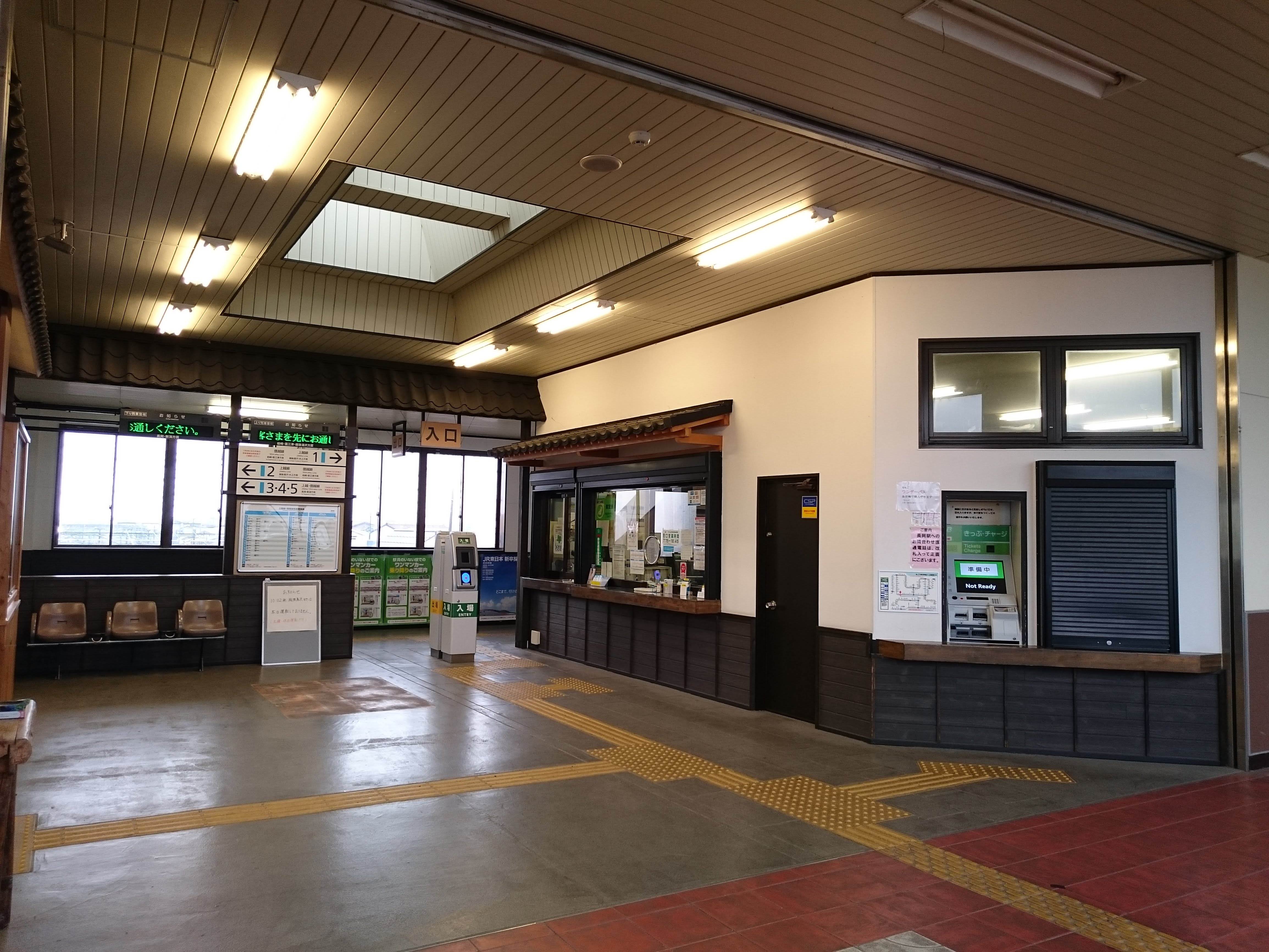
改札口・きっぷ売り場（2019年4月）
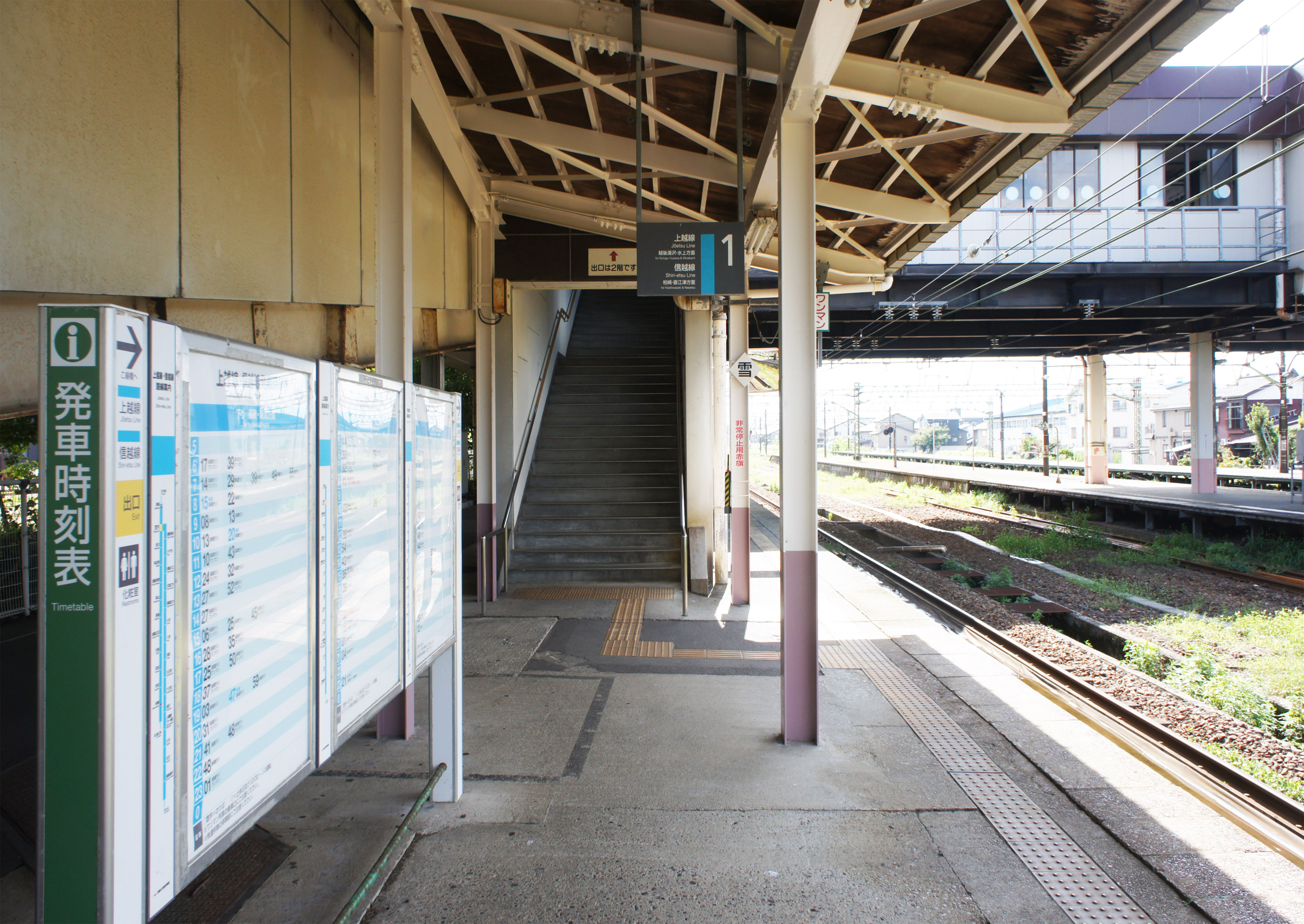
1番線ホーム（2021年9月）
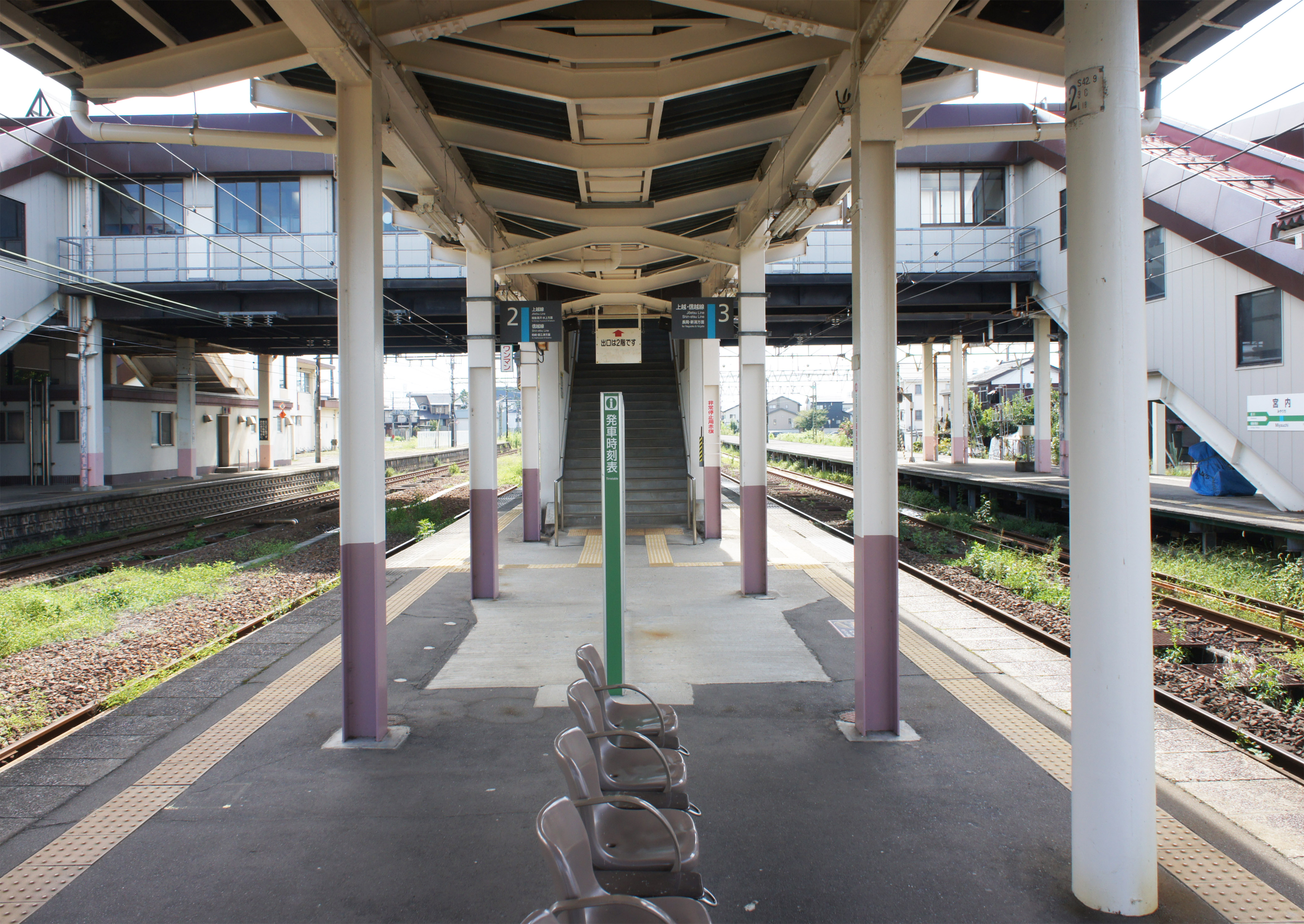
2・3番線ホーム（2021年9月）
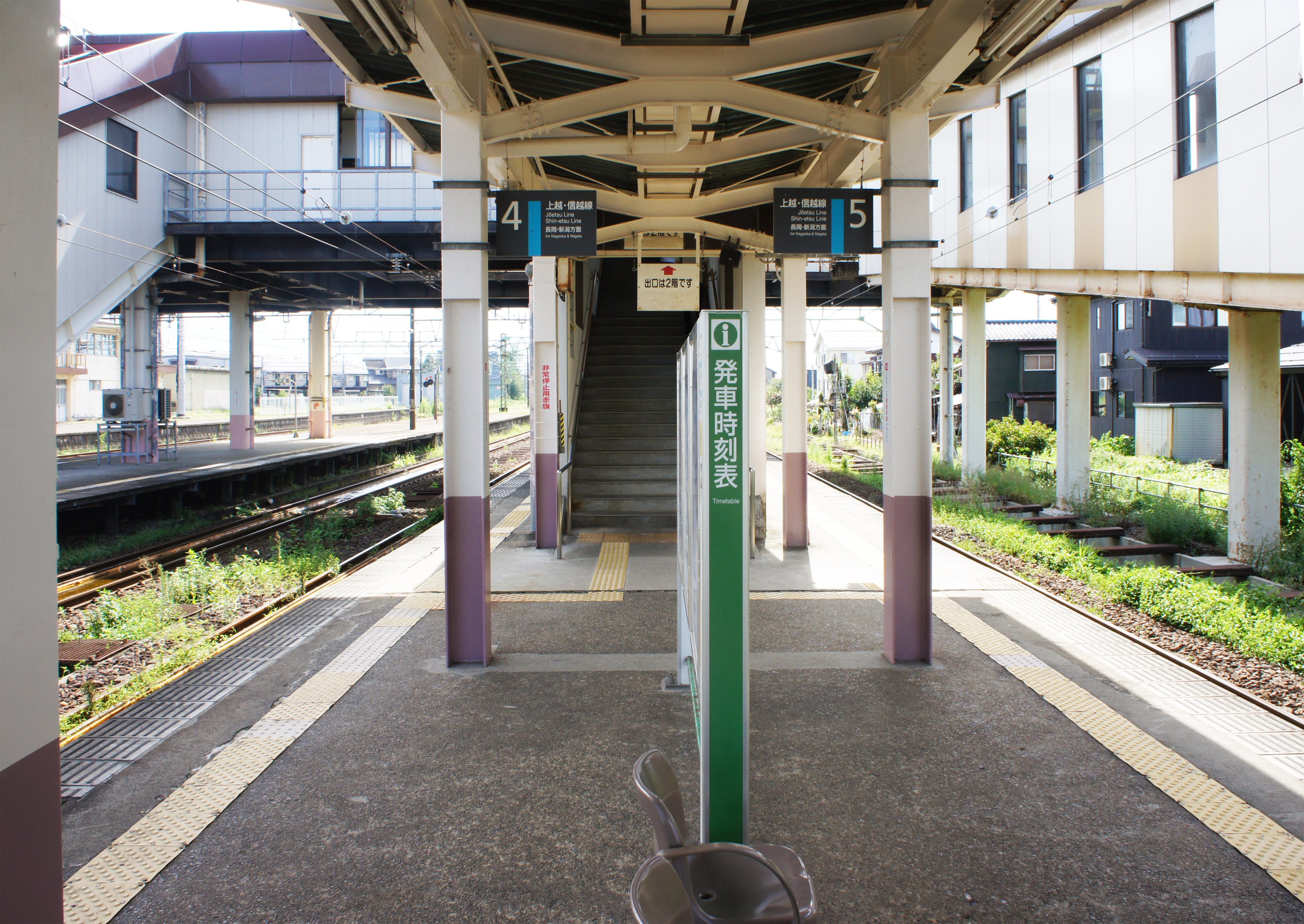
4・5番線ホーム（2021年9月）

## 利用状況
JR東日本によると、2023年度（令和5年度）の1日平均乗車人員は1,087人である。
2000年度（平成12年度）以降の推移は以下のとおりである。
| 1日平均乗車人員推移 | 1日平均乗車人員推移 | 1日平均乗車人員推移 | 1日平均乗車人員推移 | 1日平均乗車人員推移 |
| 年度                | 定期外              | 定期                | 合計                | 出典                |
| ------------------- | ------------------- | ------------------- | ------------------- | ------------------- |
| 2000年（平成12年）  |                     |                     | 668                 | [ 利用客数 2 ]      |
| 2001年（平成13年）  |                     |                     | 689                 | [ 利用客数 3 ]      |
| 2002年（平成14年）  |                     |                     | 685                 | [ 利用客数 4 ]      |
| 2003年（平成15年）  |                     |                     | 715                 | [ 利用客数 5 ]      |
| 2004年（平成16年）  |                     |                     | 638                 | [ 利用客数 6 ]      |
| 2005年（平成17年）  |                     |                     | 631                 | [ 利用客数 7 ]      |
| 2006年（平成18年）  |                     |                     | 690                 | [ 利用客数 8 ]      |
| 2007年（平成19年）  |                     |                     | 714                 | [ 利用客数 9 ]      |
| 2008年（平成20年）  |                     |                     | 781                 | [ 利用客数 10 ]     |
| 2009年（平成21年）  |                     |                     | 842                 | [ 利用客数 11 ]     |
| 2010年（平成22年）  |                     |                     | 873                 | [ 利用客数 12 ]     |
| 2011年（平成23年）  |                     |                     | 837                 | [ 利用客数 13 ]     |
| 2012年（平成24年）  | 226                 | 651                 | 878                 | [ 利用客数 14 ]     |
| 2013年（平成25年）  | 233                 | 686                 | 920                 | [ 利用客数 15 ]     |
| 2014年（平成26年）  | 251                 | 649                 | 901                 | [ 利用客数 16 ]     |
| 2015年（平成27年）  | 255                 | 668                 | 924                 | [ 利用客数 17 ]     |
| 2016年（平成28年）  | 270                 | 676                 | 946                 | [ 利用客数 18 ]     |
| 2017年（平成29年）  | 268                 | 703                 | 972                 | [ 利用客数 19 ]     |
| 2018年（平成30年）  | 279                 | 723                 | 1,003               | [ 利用客数 20 ]     |
| 2019年（令和元年）  | 281                 | 716                 | 997                 | [ 利用客数 21 ]     |
| 2020年（令和02年）  | 191                 | 711                 | 902                 | [ 利用客数 22 ]     |
| 2021年（令和03年）  | 200                 | 722                 | 923                 | [ 利用客数 23 ]     |
| 2022年（令和04年）  | 236                 | 756                 | 993                 | [ 利用客数 24 ]     |
| 2023年（令和05年）  | 288                 | 799                 | 1,087               | [ 利用客数 1 ]      |

## 駅周辺
当駅は、醸造町として発展した摂田屋の最寄り駅である。摂田屋には酒蔵や醤油工場、味噌工場などの醸造施設が軒を連ねており、観光施設も存在する（詳細は摂田屋の項目を参照）。なお、駅舎内部の和風のデザインはこの「摂田屋」の街並みをイメージしたものであり、改札口周辺や跨線橋の壁面には木造建築をモチーフとした腰壁や庇、さらには瓦屋根が設けられているほか、コンコースの床面には駅を起点とした周辺の散策コースを案内する周辺地図が貼付されている。
駅周辺は分岐駅という事情もあって踏切が少なく、線路の東西を往来する手段は駅北側300 mのところにある沢田跨線橋などごく僅かしかない。

### 東口側
下記のほか、金融機関や旅館、飲食店などが所在する。
- 新潟県立長岡農業高等学校
- 秋山孝ポスター美術館長岡
- 青島食堂 - 長岡生姜醤油ラーメンの発祥
- 摂田屋のまちなみ

### 西口側
- 長岡英智高等学校
- 長岡市立宮内中学校
- 長岡市立宮内小学校

## その他
かつては、上野 - 金沢間を結んでいた特急「はくたか」、寝台特急「北陸」、急行「能登」は当駅を通過後、長岡を経由し再び当駅を通過するように同じ列車が2回通過していた。また、長岡駅が工事で使用できなくなった際に急行「能登」当駅で折り返して客扱いを行い、宮内 - 長岡間はバス連絡としたこともある。

## 隣の駅
東日本旅客鉄道（JR東日本）
■信越本線
■快速
来迎寺駅 - 宮内駅 - 長岡駅
■普通
前川駅 - 宮内駅 - （貨）南長岡駅 - 長岡駅
■上越線（当駅 - 長岡駅間は信越本線）
越後滝谷駅 - 宮内駅 - （貨）南長岡駅 - 長岡駅

### 記事本文
1. 1 2 3 4 5 6 7  『週刊 JR全駅・全車両基地』 14号 長野駅・新津駅・高田駅ほか、朝日新聞出版〈週刊朝日百科〉、2012年11月11日、24頁。
2. 1 2 3 4 5 6 7  石野 1998, p. 585.
3. ↑  石野 1998, p. 455.
4. ↑  日本電信電話公社報　昭和38年11月19日第2099号
5. ↑  「JR宮内駅が橋上化」『交通新聞』交通新聞社、1992年3月19日、2面。
6. ↑  長岡市HP市政ライブラリー　市政の歩み：平成期：平成4年
7. ↑  『信越本線宮内駅の完成祝う』平成4年3月15日読売新聞朝刊23面新潟2
8. ↑  Suica の一部サービスをご利用いただける駅が増えます - 2013年11月29日東日本旅客鉄道株式会社
9. ↑  『春の観光キャンペーンに合わせて駅をリニューアルしました！』（プレスリリース）東日本旅客鉄道新潟支社、2015年3月26日。2016年1月13日閲覧。
10. ↑  Suica をご利用いただける駅が増えます
11. ↑  “駅の情報（宮内駅）：JR東日本”.   東日本旅客鉄道. 2023年11月1日時点のオリジナルよりアーカイブ。2023年11月1日閲覧。
12. ↑  “ポスター掲示（長岡駅東西自由通路、宮内駅連絡通路掲示板の利用）”.   長岡市 (2017年4月1日). 2019年5月1日時点のオリジナルよりアーカイブ。2019年5月1日閲覧。
13. 1 2 3 4  “JR東日本：駅構内図・バリアフリー情報（宮内駅）”.   東日本旅客鉄道. 2025年5月5日閲覧。
14. ↑  日本交通公社の時刻表1978年5月号

### 利用状況
1. 1 2  “各駅の乗車人員（2023年度）”.   東日本旅客鉄道. 2024年7月21日閲覧。
2. ↑  “各駅の乗車人員（2000年度）”.   東日本旅客鉄道. 2019年4月3日閲覧。
3. ↑  “各駅の乗車人員（2001年度）”.   東日本旅客鉄道. 2019年4月3日閲覧。
4. ↑  “各駅の乗車人員（2002年度）”.   東日本旅客鉄道. 2019年4月3日閲覧。
5. ↑  “各駅の乗車人員（2003年度）”.   東日本旅客鉄道. 2019年4月3日閲覧。
6. ↑  “各駅の乗車人員（2004年度）”.   東日本旅客鉄道. 2019年4月3日閲覧。
7. ↑  “各駅の乗車人員（2005年度）”.   東日本旅客鉄道. 2019年4月3日閲覧。
8. ↑  “各駅の乗車人員（2006年度）”.   東日本旅客鉄道. 2019年4月3日閲覧。
9. ↑  “各駅の乗車人員（2007年度）”.   東日本旅客鉄道. 2019年4月3日閲覧。
10. ↑  “各駅の乗車人員（2008年度）”.   東日本旅客鉄道. 2019年4月3日閲覧。
11. ↑  “各駅の乗車人員（2009年度）”.   東日本旅客鉄道. 2019年4月3日閲覧。
12. ↑  “各駅の乗車人員（2010年度）”.   東日本旅客鉄道. 2019年4月3日閲覧。
13. ↑  “各駅の乗車人員（2011年度）”.   東日本旅客鉄道. 2019年4月3日閲覧。
14. ↑  “各駅の乗車人員（2012年度）”.   東日本旅客鉄道. 2019年4月3日閲覧。
15. ↑  “各駅の乗車人員（2013年度）”.   東日本旅客鉄道. 2019年4月3日閲覧。
16. ↑  “各駅の乗車人員（2014年度）”.   東日本旅客鉄道. 2019年4月3日閲覧。
17. ↑  “各駅の乗車人員（2015年度）”.   東日本旅客鉄道. 2019年4月3日閲覧。
18. ↑  “各駅の乗車人員（2016年度）”.   東日本旅客鉄道. 2019年4月3日閲覧。
19. ↑  “各駅の乗車人員（2017年度）”.   東日本旅客鉄道. 2019年4月3日閲覧。
20. ↑  “各駅の乗車人員（2018年度）”.   東日本旅客鉄道. 2019年7月16日閲覧。
21. ↑  “各駅の乗車人員（2019年度）”.   東日本旅客鉄道. 2020年7月12日閲覧。
22. ↑  “各駅の乗車人員（2020年度）”.   東日本旅客鉄道. 2021年7月24日閲覧。
23. ↑  “各駅の乗車人員（2021年度）”.   東日本旅客鉄道. 2022年8月7日閲覧。
24. ↑  “各駅の乗車人員（2022年度）”.   東日本旅客鉄道. 2023年7月10日閲覧。